# Харди, Бен
Бен Ха́рди (англ. Ben Hardy; род. 2 января 1991) — британский актёр. Наиболее известен по роли Питера Била в мыльной опере «Жители Ист-Энда», Ангела в фильме «Люди Икс: Апокалипсис», а также Роджера Тейлора в биографической драме «Богемская рапсодия».

## Биография и карьера
Отец работал страховым агентом, мать была домохозяйкой. Харди является старшим из четырёх детей. Позже родители развелись, и большую часть детства Харди провёл с бабушкой в Шерборне, где посещал школу. В средней школе The Gryphon School при Английской церкви Харди начал проявлять интерес к актёрскому мастерству и пению, участвовал в школьном спектакле, который был поставлен по роману английского писателя Томаса Харди «Вдали от обезумевшей толпы», где сыграл роль Фрэнсиса Троя. Окончил London’s Royal Central School of Speech & Drama со степенью бакалавра по специальности «Актёрское искусство». Его главный дебют состоялся в 2012 году в Театре Хэмпстед в Лондоне, где Харди сыграл роль Артура Уэлсли в спектакле «Поцелуй Иуды». В 2013 году был утверждён на роль Питера Била в мыльной опере «Жители Ист-Энда» канала BBC. Харди участвовал в съёмках до 2015 года. Роль в байопике «Богемская рапсодия» Харди получил, связавшись с режиссёром фильма, Брайаном Сингером, который уже был знаком с творчеством актёра, так как сам же и снимал его в фильме «Люди Икс: Апокалипсис».
Затем Харди снялся в фильме от Netflix «Призрачная шестёрка» с Райаном Рейнольдсом.

## Личная жизнь
Играет на кларнете. Ходит в спортзал пять раз в неделю и занимается плаванием. В 2020 году он встречался с коллегой Оливией Кук. Позже до 2023 года он встречался с коллегой Джессикой Пламмер.

## Фильмография
| Год       |   | Русское название         | Оригинальное название                          | Роль                          |
| --------- | - | ------------------------ | ---------------------------------------------- | ----------------------------- |
| 2012      | с | Вызовите акушерку        | Call the Midwife                               | репортёр                      |
| 2013—2015 | с | Жители Ист-Энда          | EastEnders                                     | Питер Бил                     |
| 2016      | ф | Люди Икс: Апокалипсис    | X-Men: Apocalypse                              | Уоррен Уортингтон III / Ангел |
| 2017      | ф | Красавица для чудовища   | Mary Shelley                                   | Джон Уильям Полидори          |
| 2017      | ф | Дело храбрых             | Only the Brave                                 | Уэйд Паркер                   |
| 2017      | с | Пьяная история           | Drunk History                                  | Король Артур                  |
| 2018      | с | Женщина в белом          | The Woman in White                             | Уолтер Хартрайт               |
| 2018      | ф | Богемская рапсодия       | Bohemian Rhapsody                              | Роджер Тейлор                 |
| 2019      | ф | Призрачная шестёрка      | 6 Underground                                  | Четвертый                     |
| 2020      | ф | Пикси                    | Pixie                                          | Фрэнк Маккаллен               |
| 2021      | ф | Вуайеристы               | The Voyeurs                                    | Себастьян                     |
| 2021      | с | Предшественница          | The Girl Before                                | Саймон Уэйкфилд               |
| 2023      | ф | Любовь с первого взгляда | Statistical Probability of Love at First Sight | Оливер                        |
|           | ф |                          | Unicorns                                       |                               |
|           | ф |                          | Recovery                                       | Бен                           |
|           | ф | Аптерос                  | Apteros                                        | системный инженер Уэйд        |

## Роли в театре
| Спектакль                            | Роль                            |
| ------------------------------------ | ------------------------------- |
| Поцелуй Иуды / The Judas Kiss (2012) | Артур Уэлсли / Arthur Wellesley |